# فلسفه شیمی
فلسفه شیمی (به انگلیسی: Philosophy of chemistry) روش‌شناسی و فرضیات اساسی علم شیمی را مورد مطالعه قرار می‌دهد. فلسفه شیمی توسط فیلسوفان، شیمی‌دان‌ها و تیم‌های فیلسوف-شیمی‌دان مورد کاوش قرار گرفته‌است. بخش عمده سابقه فلسفه علم تحت شعاع فلسفه فیزیک بوده‌است، اما از سال‌های آخر قرن ۲۰ میلادی به بعد، سؤالات فلسفی‌ای که از شیمی برخاسته اند توجه روزافزون و بیش تری را جلب کرده‌اند.

روش‌شناسی فرضیات اساسی علم شیمی.

## تاریخچهٔ فلسفه شیمی
از حدود ۳۰۰–۶۰۰ سال پیش از میلاد، جنبه‌های فکری-فلسفی شیمی بنیانگذاری شد. در آن دوران ۲ نظریه در زمینه شیمی، اهمیت فراوان پیدا کرده بود:
- ۱- تمام مواد از ۴ عنصر، آب، خاک، آتش و باد پدید یافته‌اند.
- ۲- کوچکترین ذره سازنده مواد، اتم است.

افلاطون پیشنهاد کنندهٔ نظریهٔ اول بود، همچنین او باور داشت که اتم‌های هر عنصری با عنصر دیگر متفاوت است و نیز باور داشت که اتم‌های یک عنصر با تغییر شکل به اتم‌های عنصر دیگر تبدیل می‌شوند؛ ارسطو هم اگرچه به «مفهوم» اتم باور نداشت اما به استحاله اتم‌ها و مواد باور داشت.

## کیمیاگری
از حدود ۳۰۰ سال پیش از میلاد تا ۱۶۰۰ سال پس از میلاد یعنی حدود ۲ هزار سال؛ کیمیاگری که حاصل نظرات فلسفی یونان باستان، تجربه‌های صنعتگری مصر و خاورمیانه باستان بود؛ در عرصهٔ یکه‌تازی می‌کرد. توجه اصلی کیمیاگری به تبدیل فلزات پست همچون مس و آهن به فلز نجیبی همچون طلا بود.

## فلاسفه شیمی
در سال‌های اخیر تعدای از فیلسوفان و دانشمندان شیمی، بر فلسفه شیمی تمرکز کرده‌اند، به‌طور قابل ملاحظه، فیلسوف هلندی، جاپ ون برکل (Jaap van Brakel)، که فلسفه شیمی (The Philosophy of Chemistry) را در ۲۰۰۰ میلادی به رشته تحریر درآورد و همچنین فیلسوف-شیمی‌دان مالتی؛ اریک اسکِری (Eric Scerri)، سردبیر ژورنال «بنیان‌های شیمی» (Foundations of Chemistry) و مؤلف فلسفه هنجاری و توصیفی علم و نقش شیمی در فلسفه شیمی (Normative and Descriptive Philosophy of Science and the Role of Chemistry in Philosophy of Chemistry) در ۲۰۰۴ میلادی؛ از فیلسوفان این زمینه هستند؛ همچنین لازم است ذکر شود که اسکری به‌طور خاص به بنیان‌های فلسفی جدول تناوبی و این که چه طور فیزیک و شیمی در ارتباط با آن با هم در ارتباط هستند، علاقه‌مند است؛ چیزی که وی استدلال می‌کند صرفاً مسئله‌ای مربوط به علم نیست، بلکه برای فلسفه است.
اگرچه در دیگر فیلدهای علم، به‌طور کلی دانشجویان آن متد عملاً در همان فیلد فعالیت نمی‌کنند. اما در شیمی (به ویژه در شیمی آلی سنتزی)؛ روش‌های هوشمندانه و بنیان‌های فلسفی، اغلب توسط محققانی با برنامه‌های تحقیقاتی فعالانه مورد کاوش قرار می‌گیرد. الیاس جیمز کوری که مفهوم «آنالیز سنتز برگشتی» را توسعه داده‌ است، یک اثر بدیع با نام «منطق سنتز شیمیایی» (The logic of chemical synthesis) منتشر می‌کند که در این روال‌های فکری (که ذکر شد) ساختارشکنی می‌کند و روی سنتز به کمک کامپیوتر اندیشه می‌کند. برخی شیمی‌دان‌های دیگر مانند کی. سی. نیکولاو (یکی از مؤلفان Classics in Total Synthesis) سر نخ او را دنبال کرده‌اند.